# Havelu
Havelu ist eine französische Gemeinde mit 131 Einwohnern (Stand: 1. Januar 2022) im Département Eure-et-Loir in der Region Centre-Val de Loire; sie gehört zum Arrondissement Dreux und zum Kanton Anet.

## Geographie
Havelu liegt etwa 43 Kilometer nordnordöstlich von Chartres und etwa 45 Kilometer westsüdwestlich von Paris. Umgeben wird Havelu von den Nachbargemeinden Bû im Norden und Westen, Saint-Lubin-de-la-Haye im Norden und Nordosten, Goussainville im Süden und Osten sowie Marchezais im Südwesten.

## Bevölkerungsentwicklung
| Jahr                       | 1962 | 1968 | 1975 | 1982 | 1990 | 1999 | 2006 | 2013 |
| -------------------------- | ---- | ---- | ---- | ---- | ---- | ---- | ---- | ---- |
| Einwohner                  | 96   | 109  | 109  | 85   | 94   | 102  | 113  | 126  |
| Quellen: Cassini und INSEE |      |      |      |      |      |      |      |      |

## Sehenswürdigkeiten

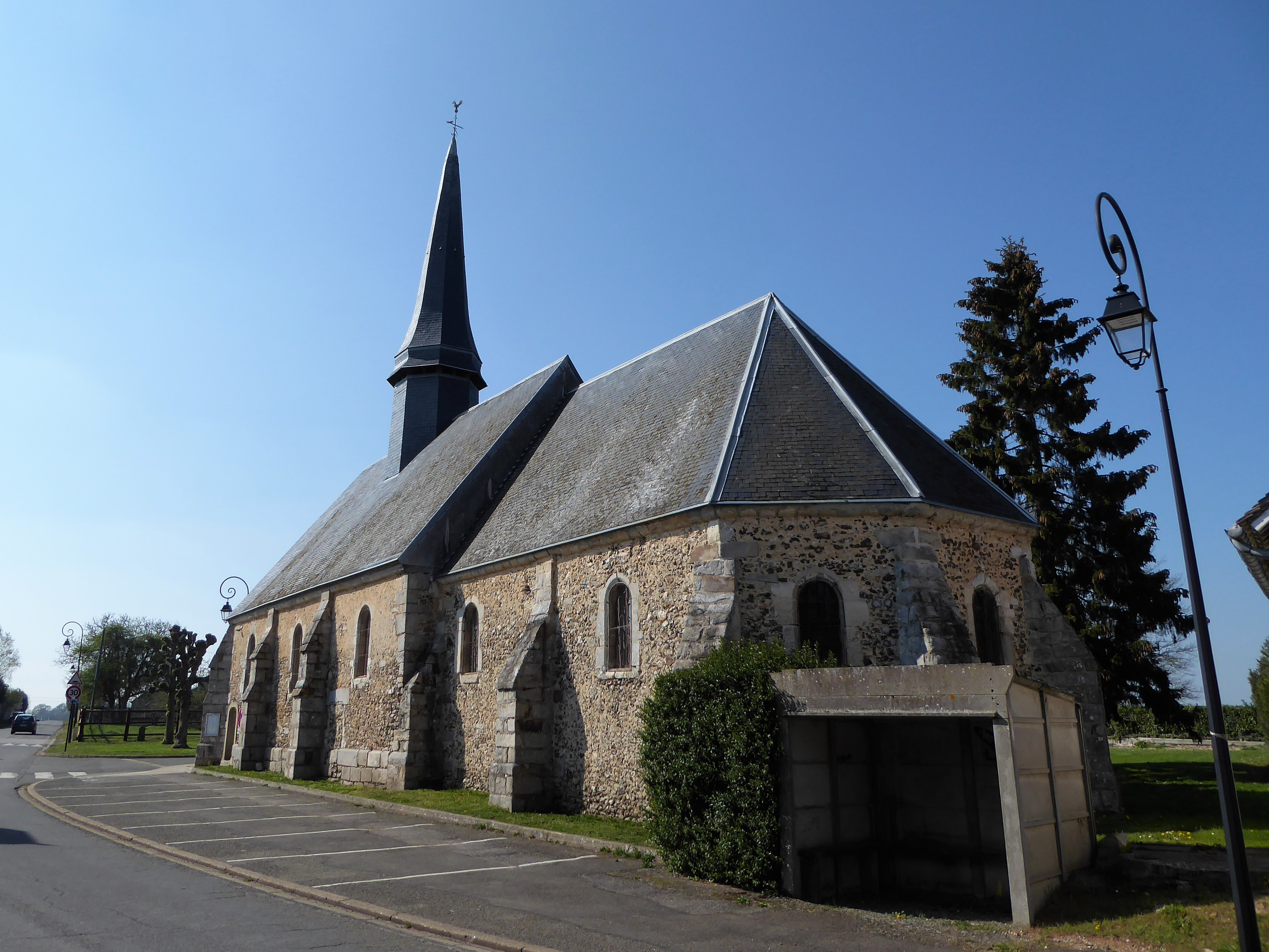
Kirche Saint-Blaise

- Kirche Saint-Blaise